# Isztorija szlavjanobolgarszkaja
Az Isztorija szlavjanobolgarszkaja (Историѧ славѣноболгарскаѧ), modern bolgárul: Isztorija szlavjanobalgarszka (История славянобългарска), azaz „Szláv-bolgár történelem” Paiszij Hilendarszki bolgár szerzetes történelemkönyve, melyet 1762-ben fejezett be. Nyomtatásban először 1844-ben jelent meg, a budai nyomda jóvoltából. A könyv kéziratának elkészültétől számítják a bolgár újjászületés irodalmának korszakát. A könyv híres szállóigévé vált mondata a „Bolgárok, tanuljatok saját nyelveteken!”

## Története és jellemzői
Hilendarszki arról a monostorról kapta a nevét, ahol szerzetesként élt, itt a görög és szerb szerzetestársai nemzeti érzelmei miatt döntött úgy, hogy papírra veti a bolgár történelmet, hogy a népben felébressze a hazafiasságot és ne szégyelljék a nemzetiségüket. Munkájához rengeteget kutatott, utazott, legendákat gyűjtött. Az elkészült mű nem csak a nép nyelvén született meg, de arra is felhívta a figyelmet, hogy a bolgár népet az elgörögösödés veszélye fenyegeti. Az új bolgár irodalom első munkája tehát a Szláv-bolgár történelem, mely egyébként több helyen megemlíti a magyarokat is. Paiszijnak az is célja volt a munkával, hogy más nemzetiségű szerzetestársainak bebizonyítsa, a bolgár nép egyenrangú más balkáni népekkel.
Történelemkönyvként a művet csak bizonyos mértékig szabad komolyan venni, Paiszij ugyanis válogatás nélkül vett át adatokat és közléseket a forrásmunkáiból, és a középkori szemléletnek megfelelően sok eseményt isten akarataként jellemez. A könyv jelentős azonban nem csak mint kordokumentum, de abból a szempontból is, hogy ez volt az első bolgár munka, mely előre meghatározott koncepció alapján reflektál a történelmi eseményekre, valamint amelynek célja a hazaszeretetre buzdítás.
A könyv történelemszemlélete romantikus, dicséri a bolgár nép különféle erényeit, ugyanakkor nem lenéző vagy gyűlöletkeltő a szerbekkel és a görögökkel szemben, sokkal inkább arra buzdít, hogy közösen összefogva kell megszabadulni az oszmán elnyomástól. A szerző bírálja azt a gondolkodást, hogy sok bolgár az elgörögösödést választotta, görög iskolákba járatják a gyermekeiket, görögül beszélnek és a nevüket is megváltoztatják. Azzal érvel, hogy a görögöknél is vannak műveltebb népek, mégsem veszik fel mások nyelvét és szokásait. Nem kell szégyellniük a bolgároknak, hogy bolgárok. Paiszij azt fejtegeti a munkájában, hogy a bolgárok is művelt szlávok, így nincs okuk szégyenkezni. A könyv ugyanakkor nem a teljes bolgár népet hibáztatja, hanem a kereskedőket és a csorbadzsikat (tisztviselőket), akik anyagi haszon reményében adták fel bolgárságukat. A történelmi szemlélete népközpontú, csak kevés uralkodóról szól elismeréssel. Ez tudatos döntés a részéről, így akart minél szélesebb rétegekhez eljutni. A nyelvezete is hétköznapi, a népi nyelven íródott, amivel ugyancsak kiemelkedik a bolgár dokumentumok közül, mivel korábban az óegyházi szláv nyelvhez ragaszkodtak a másolással és írással foglalkozó szerzetesek.
Bár nyomtatásban először 1844-ben jelentek meg részletei a budai nyomda jóvoltából, kézi másolatok formájában a könyv bejárta egész Bulgáriát.
A könyvet az Athosz-hegyen, a Zograf kolostorban őrzik a könyvtárban, itt fejezte be annak idején Paiszij a művet. A könyvet 1985-ben a bolgár titkosszolgálat innen ellopta a Maraton-művelet nevű akció keretében. 1997-ben Petar Sztojanov elnök adta vissza a kolostornak.